# Lohne (Bad Sassendorf)
Lohne – dzielnica (Ortsteil) gminy Bad Sassendorf w powiecie Soest, w kraju związkowym Nadrenia Północna-Westfalia, w rejencji Arnsberg.

## Demografia
Według spisu ludności z 2015 roku, w Lohne mieszkało 2121 mieszkańców.

## Reorganizacja gmin
Według ustawy z 24 czerwca 1969 roku (niem. Gesetz zur Neugliederung des Landkreises Soest und von Teilen des Landkreises Beckum, § 7, Lohne jest dzielnicą gminy Bad Sassendorf.

## Polityka
Burmistrzem dzielnicy (niem. Ortsvorsteher) jest Achim Sander.